# Мітюков Олександр Георгійович
Олександр Георгійович Мітюков (20 квітня 1923 с. Подболотьє Леденського району Північний край Російська Радянська Федеративна Соціалістична Республіка (нині — Бабушкінський район Вологодської області Російської Федерації) — 22 липня 2011, Київ) — історик, архівіст, кандидат історичних наук, Заслужений працівник культури УРСР, начальник Головного архівного управління при Раді Міністрів УРСР.

## Біографія
Народився 20 квітня 1923 року у селі Подболотьє Північного краю РСФРР в багатодітній селянській родині.
По закінченні семирічної школи протягом 1938—1941 років навчався в Архангельському педагогічному училищі. У травні 1941 року став курсантом Ленінградського артилерійського училища.
Під час німецько-радянської війни він був командиром взводу, командиром батареї та начальником штабу артилерійського дивізіону на Карельському, Західному, Південно-Західному, Сталінградському, Другому, Третьому та Четвертому Українському фронтах. Був двічі поранений, але після лікування у госпіталі повертався на фронт.
У 1945—1952 роках обіймав посаду викладача Київського індустріального технікуму трудових резервів.
У 1948 році вступив на історичний факультет Київського педагогічного інституту імені Максима Горького, який закінчив 1952 року.
У 1952—1969 роках обіймав посади завідувачем парткабінетом Жовтневого райкому, інструктором Київського міському КПУ, а також працював в апараті ЦК КПУ.
У 1964 році, закінчивши аспірантуру Академії суспільних наук при ЦК КПРС, успішно захистив кандидатську дисертацію.
8 жовтня 1969 року Олександр Мітюков був призначений на посаду начальника Архівного управління (з 22 жовтня 1974 року — Головного архівного управління) при Раді Міністрів УРСР, яку залишив у 1988 році.
Вийшовши на пенсію, продовжував працювати старшим та провідним науковим співробітником в інституті архівознавства Національної бібліотеки України імені В. І. Вернадського НАН України.
Помер на 89-му році життя 22 липня 2011 року.

### Родина
- Дружина — фольклористка, слов'янознавиця Вікторія Юзвенко (1924—2015).
  - Син — економіст, дипломат Ігор Мітюков (нар. 1952)[1].

## Науковий доробок
Олександр Мітюков став автором понад 200 наукових праць.
Працюючи на посаді начальника Головного архівного управління при Раді Міністрів УРСР приділяв увагу покращенню матеріально-технічної бази архівів, у тому числі, будівництву нових будівель для них. Він був одним з організаторів Круглого стола архівів Міжнародної ради архівів у Києві. Ініціював випуск оновлених путівників по фондам державних архівів, а також сприяв участі архівістів у підготовці «Історія міст і сіл Української РСР».

## Відзнаки
- Заслужений працівник культури УРСР.
- Орден Трудового Червоного Прапора.
- Орден Вітчизняної війни І та II ступенів.
- Орден Червоної Зірки.
- Орден «Знак Пошани».
- Орден Богдана Хмельницького III ступеня.
- Почесна грамота Президії Верховної Ради України.
- Відмінник архівної справи СРСР.
- Також нагороджений 20 медалями та іншими державними нагородами.